# Hernán Pérez de Quesada
Hernán Pérez de Quesada (Granada, España, 1515 – Cabo de la Vela, Nueva Granada, 1544) fue un explorador y conquistador español, hermano del también conquistador Gonzalo Jiménez de Quesada. Participó en la conquista del Nuevo Reino de Granada entre 1536 y 1543.

## Conquista del Nuevo Reino de Granada
Hizo parte de la expedición que partió de Santa Marta en 1536, y que tras duras penalidades recorrió 1117 kilómetros, llegando a la sabana de Bogotá en 1537 cuando fundó el poblado de Sutatausa, entre otros. Participó en las escaramuzas de Cajicá y Facatativá donde se dio la muerte del psihipqua Tisquesusa. Luego aliado con el nuevo psihipqua Sagipa, junto a su hermano marchó a la conquista de los Panches, acción que se llevó a cabo con la Batalla de Tocarema. Al regresar a la sabana estuvo presente en la fundación de Santa Fe de Bogotá; posteriormente envió una expedición al mando de Gonzalo Suárez Rendón que conquistó las tierras del hoa Eucaneme. Hernán sometió a los caciques Tundama y Sugamuxi. También encomendó a un enemigo, Luis Lancheros, la conquista de los Muzos.
Con la llegada de los conquistadores Sebastián de Belalcázar y Nicolás Federmann, su hermano Gonzalo Jiménez de Quesada partió con ellos a España dejándole encargado del gobierno del recién fundado Nuevo Reino de Granada. El hoa Quiminza, así como su tío Eucaneme, fueron ejecutados en Tunja tras una fallida rebelión. El cacique Tundama que presentó una feroz resistencia a los conquistadores también fue muerto por orden suya en tiempos de paz. Además llevó duras represalias contra los Panches. Exploró los hoy departamentos de Tolima, Huila y Caquetá, Meta y Putumayo en una penosa e infructuosa expedición en busca de El Dorado.

## En busca de El Dorado
En el mes de septiembre de 1540, Hernán Pérez de Quesada y los capitanes Montalvo, Martínez y Maldonado, partieron con su tropa y aborígenes desde Santa Fe de Bogotá hacia el pueblo de Nuestra Señora, en los Llanos, atravesando el Páramo de Sumapaz, donde sufrieron las primeras bajas a causa del frío. Desde San Juan de los Llanos, la expedición avanzó hasta el río Guanayare y cruzándolo llegó posteriormente al río Papamene y a la sierra de la Macarena.
Después de las muchas dificultades que vivió esta expedición, unos pocos de los que la conformaban lograron ascender al valle de Sibundoy donde se reunieron con los conquistadores que algunos años antes habían ingresado desde el Perú con Sebastián de Belalcázar para la conquista de lo que más tarde sería la Gobernación de Popayán.

## Persecución y muerte
De esta expedición salió al cabo de dos años, en mal estado, a Quito. Allí se encontró con otro hermano, Francisco, en cuya compañía y la de los pocos que habían quedado de la expedición, regresó a Santa Fe. Al volver a su cargo encontró en su sitio a Luis Alonso de Lugo, quien le persiguió y encarceló a causa del mal tratamiento que había dado a los aborígenes, principalmente al hoa de Hunza, a quien había mandado degollar como conspirador sin pruebas suficientes. Por último, Lugo lo desterró a la isla la Española. A su regreso, siendo enviado de Santo Domingo a Cartagena como parte del proceso en 1544, cuando pasaba por el Cabo de la Vela lo mató un rayo que cayó sobre el buque en el que viajaba, así como a su hermano Francisco Jiménez de Quesada, conquistador activo en Perú.